# 十架七言

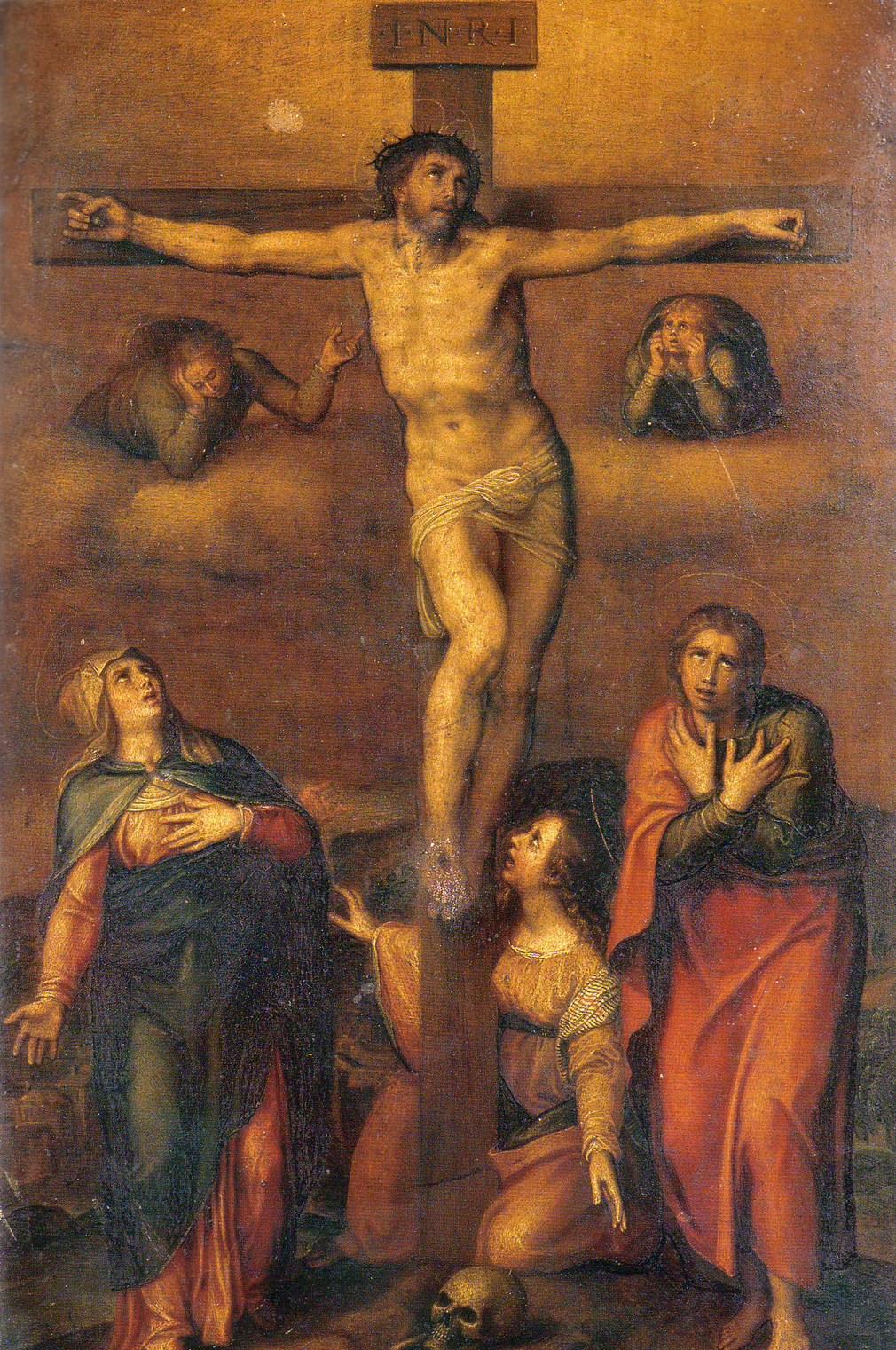
米开朗基罗于1540年创作的《十字架上的基督》

十架七言或稱架上七言（英語：Seven Last Words from the Cross），指的是基督教傳統上認為耶稣被釘在十字架上，臨死亡前的最後遺言。這些遺言分散於四福音书裡，後人將其整理為七句話。在《马太福音》与《马可福音》，耶稣向着上帝哭泣。而在《路加福音》，耶稣宽恕了行刑者，向身旁忏悔的囚犯许诺去往天国的路径，并宣称将把自己的灵魂交予上帝。在《约翰福音》，耶稣对母亲呼喊，表示自己感到口渴，并称自己在世间的生命即将结束。对耶稣临终话语的汇编是基督徒试图为综合四本福音书而作的尝试，这种综合超越了单本福音书的叙述内容。
自16世纪以来，十架七言被广泛用于耶稣受难日的布道，并成为了天主教、新教以及其它基督宗教礼拜仪式中重要的组成部分。许多作曲家亦将其改编为乐曲。

## 概述
下面的表格列出了依照时间排序的七句遗言，然而，并没有任何一本福音书完整包含这七句话。其中三句只出现于《路加福音》，三句只出现于《约翰福音》，剩余一句同时出现在《马可福音》和《马太福音》。遗言“成了”只出现于《约翰福音》，但在《马可福音》和《马太福音》中亦有暗示。表格中的引文选自现代标点和合本圣经。
| 耶稣的遗言                                 | 福音书   | 福音书   | 福音书   | 福音书   | 诗篇               |
| 耶稣的遗言                                 | 马太福音 | 马可福音 | 路加福音 | 约翰福音 | 诗篇               |
| ------------------------------------------ | -------- | -------- | -------- | -------- | ------------------ |
| 父啊，赦免他们！因为他们所做的他们不晓得。 |          |          | 23:34    |          |                    |
| 我实在告诉你：今日你要同我在乐园里了！     |          |          | 23:43    |          |                    |
| 母亲，看，你的儿子！看，你的母亲！         |          |          |          | 19:26–27 |                    |
| 我的神！我的神！为什么离弃我？             | 27:46    | 15:34    |          |          | 22:1               |
| 我渴了。                                   |          |          |          | 19:28    | 22:15, 69:21, 42:1 |
| 成了！                                     |          |          |          | 19:30    | 22:31              |
| 父啊，我将我的灵魂交在你手里！             |          |          | 23:46    |          | 31:5               |

### 神学阐释
传统上，这七句遗言分别被阐释为：
- 宽恕
- 救世
- 关系
- 离弃
- 痛苦
- 胜利
- 重聚

在基督教大斋期、受难周、耶稣受难日举行的苦路仪式中，这七句遗言是宗教活动的重要组成。天主教道明会修士蒂莫西·拉德克利夫将此七言数量视为神圣，因为上帝亦用七日创造天地，“这七言是为完满上帝的创造”。

### 历史观点
英国神学家詹姆斯·邓恩认为，这七句遗言很可能与早期基督教传统关系不大，而只是对耶稣临死前言语的复述。他特别谈到了《马可福音》和《马太福音》中耶稣感到被上帝遗弃的呼喊，这句话可能会使早期基督教会感到略微尴尬，因此可能不是被编造，而是真实发生的。英国基督教学者莱斯利·霍尔登认为，《路加福音》或许有意删除了耶稣遭上帝离弃的言语，因为这与全书要展示的耶稣形象不符。美国圣经学者迈克尔·R·利科纳指出，《约翰福音》可能删除了耶稣的部份真实遗言，而这些言语在《马太福音》、《马可福音》和《路加福音》中被保留了下来。《马太福音》、《马可福音》都记录了耶稣曾引用《诗篇》22:1，《约翰福音》则记录道“这事以后，耶稣知道各样的事已经成了，为要使经上的话应验，就说：‘我渴了。’”《路加福音》中记录的耶稣最后几句话在《约翰福音》中被简化为“成了！”。

## 七句遗言

### 父啊，赦免他们！因为他们所做的他们不晓得
当下耶稣说：“父啊，赦免他们！因为他们所做的他们不晓得。”兵丁就拈阄分他的衣服。——《路加福音》23:34
在传统中，耶稣于十字架上的的第一句遗言被称为“宽恕之言”。神学将其阐释为耶稣为杀害自己的罗马士兵，以及所有事件相关者祈求宽恕。
部分早期《路加福音》抄本不包含这句遗言，圣经学者巴特·叶尔曼认为或许是因公元2世纪左右的反犹情绪导致一些抄写员有意忽略了这句话，

### 我实在告诉你：今日你要同我在乐园里了！
耶稣对他说：“我实在告诉你：今日你要同我在乐园里了！”——《路加福音》23:43
这句遗言在传统上被称为“救赎之言”。据《路加福音》记载，与耶稣同时被处刑的还有两个强盗，他们分别在耶稣十字架左右（在传统中，右侧的强盗被称为狄思玛斯，而左侧的则称为蓋斯塔斯）。强盗狄思玛斯认为耶稣是无罪的，他请求耶稣到达天国后仍记着自己。耶稣回告他，“我实在告诉你……”（amēn legō soi），接着是福音书中出现的唯一一次“乐园”（paradeisō）一词。
在以希腊语写成的原始福音书文本中没有标点，因此有关这句遗言的断句也成为了基督教徒们争论的焦点。天主教和大多数新教徒通常将这句话解读为“今日你要同我在乐园里了”。这意味着强盗狄思玛斯将免去在炼狱中净化的过程，而直接随同耶稣去往天国。但亦有人将这句话解读为，“我今天实在告诉你：你要同我在乐园里了”，这就表达了另外一层意思，即这句承诺虽然在今天许下，但去往天国的时间或许是在将来。

### 母亲，看，你的儿子！看，你的母亲！
耶稣见母亲和他所爱的那门徒站在旁边，就对他母亲说：“母亲，看，你的儿子！”又对那门徒说：“看，你的母亲！”从此，那门徒就接她到自己家里去了。——《约翰福音》19:26–27

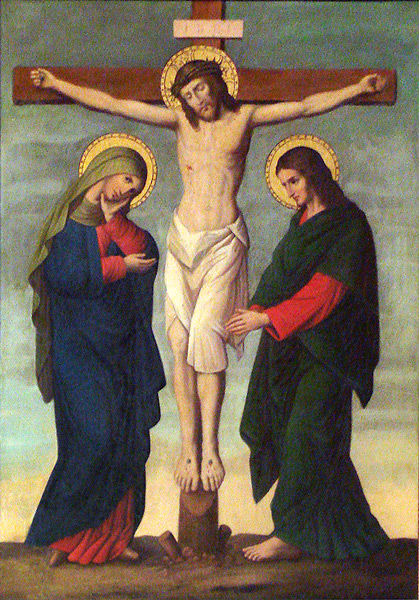
耶稣被钉在十字架上，他的母亲圣母玛利亚和约翰使徒站在他的身旁。

传统中称这句遗言为“关系之言”，耶稣将自己的母亲玛利亚委托给“耶稣所爱的门徒”。
耶稣也在《约翰福音》2:4中称自己的母亲为“妇人”，在希腊语中这一称呼并无冒犯之处，而是作为尊重的用语。天主教学者基于这两个段落，常将玛利亚等同为《创世纪》3:15中描述的“女人”，以及《启示录》第12章中“身披日头，脚踏月亮，头戴十二星的冠冕”的妇人。因此，有部分基督教徒亦崇拜圣母玛利亚，将其视为夏娃再世。

### 我的神！我的神！为什么离弃我？
申初的时候，耶稣大声喊着说：“以罗伊！以罗伊！拉马撒巴各大尼？”（翻出来就是：“我的神！我的神！为什么离弃我？”）——《马可福音》15:34
约在申初，耶稣大声喊着说：“以利！以利！拉马撒巴各大尼？”就是说：“我的神！我的神！为什么离弃我？”——《马太福音》27:46
这句引自《诗篇》22:1的言语是唯一同时出现在两本福音书中的遗言。在两个福音书出处中，耶稣皆以阿拉姆语发言，并被翻译为希腊语，两个版本有略微不同。这个差异可能是因为方言不同，《马太福音》版本似乎受到了希伯来语影响，而《马可福音》则更加口语化。紧接着这句话，两本福音书都提到围观者认为耶稣正在呼唤先知以利亚的帮助。
有人认为这句话显示出圣父抛弃了圣子。另一种阐释则认为，临死前的耶稣承担了人类所有的罪，因此圣父转离了圣子，因为耶和华“眼目清洁，不看邪僻，不看奸恶”。另一些神学家认为，耶稣的呼喊是因为他在那一刻真正成为了一个人，一个被遗弃的人，他被敌人伤害、被朋友遗弃，可能在那一刻也感觉到了上帝的离去。
也有学者从《诗篇》的语境理解这段言语。十字架上的耶稣引用了《诗篇》中的许多文本，“这或许显示出他期望表现出自己正是这些文本所要描绘之人；因此耶稣引述这些文本，以此向人们暗示为何自己不从十字架上解脱，因为《诗篇》表明他必须承受这些痛苦。”
尽管福音书作者将耶稣的这句遗言音译为“拉马撒巴各大尼（[lama sabachthani] 错误：{{Transl}}：无法识别转译标准 $1（帮助））”，但在《诗篇》22章却是略有差异的[lama azavtani] 错误：{{Transl}}：无法识别转译标准 $1（帮助）。《诗篇》中的[azavtani] 错误：{{Transl}}：无法识别转译标准 $1（帮助）可被翻译为“被离弃”，但[sabachthani] 错误：{{Transl}}：无法识别转译标准 $1（帮助）一词无法在任何早期犹太文本中找到，这个词语可能源于[zavah] 错误：{{Transl}}：无法识别转译标准 $1（帮助），意为“献祭、屠宰”，这或许是为强调耶稣之死与逾越节献祭之间的关联。
圣经学者A.T.罗伯森表示，“所谓《彼得福音》以一种多西特（克林妥）的方式保留了这句话：‘我的力量，我的力量啊，禰離棄了我。’”

### 我渴了
这事以后，耶稣知道各样的事已经成了，为要使经上的话应验，就说：“我渴了。”——《约翰福音》19:28
这句话传统上被称为“痛苦之言”，并常被与《约翰福音》第四章耶稣问撒马利亚女人取水的故事相对比。
尽管只有《约翰福音》记录有这句话，但在四本福音书中皆提到人们为耶稣提供了醋。《马可福音》和《马太福音》描述，有人“拿海绒蘸满了醋，绑在苇子上，送给他喝”，《约翰福音》的描述类似，但表示海绒是绑在牛膝草上的。《约翰福音》的描绘可能带有象征意涵，因为在圣经旧约中，牛膝草常出现于净化仪式的描写。
《约翰福音》记录的这句遗言通常被阐释为是应验了《诗篇》69:21中的预言：他们拿苦胆给我当食物，我渴了，他们拿醋给我喝。也因此，《约翰福音》提到“为要使经上的话应验”。耶路撒冷圣经引用了《诗篇》22:15：我的精力枯干，如同瓦片，我的舌头贴在我牙床上。

### 成了
耶稣尝了那醋，就说：“成了！”便低下头，将灵魂交付神了。——《约翰福音》19:30

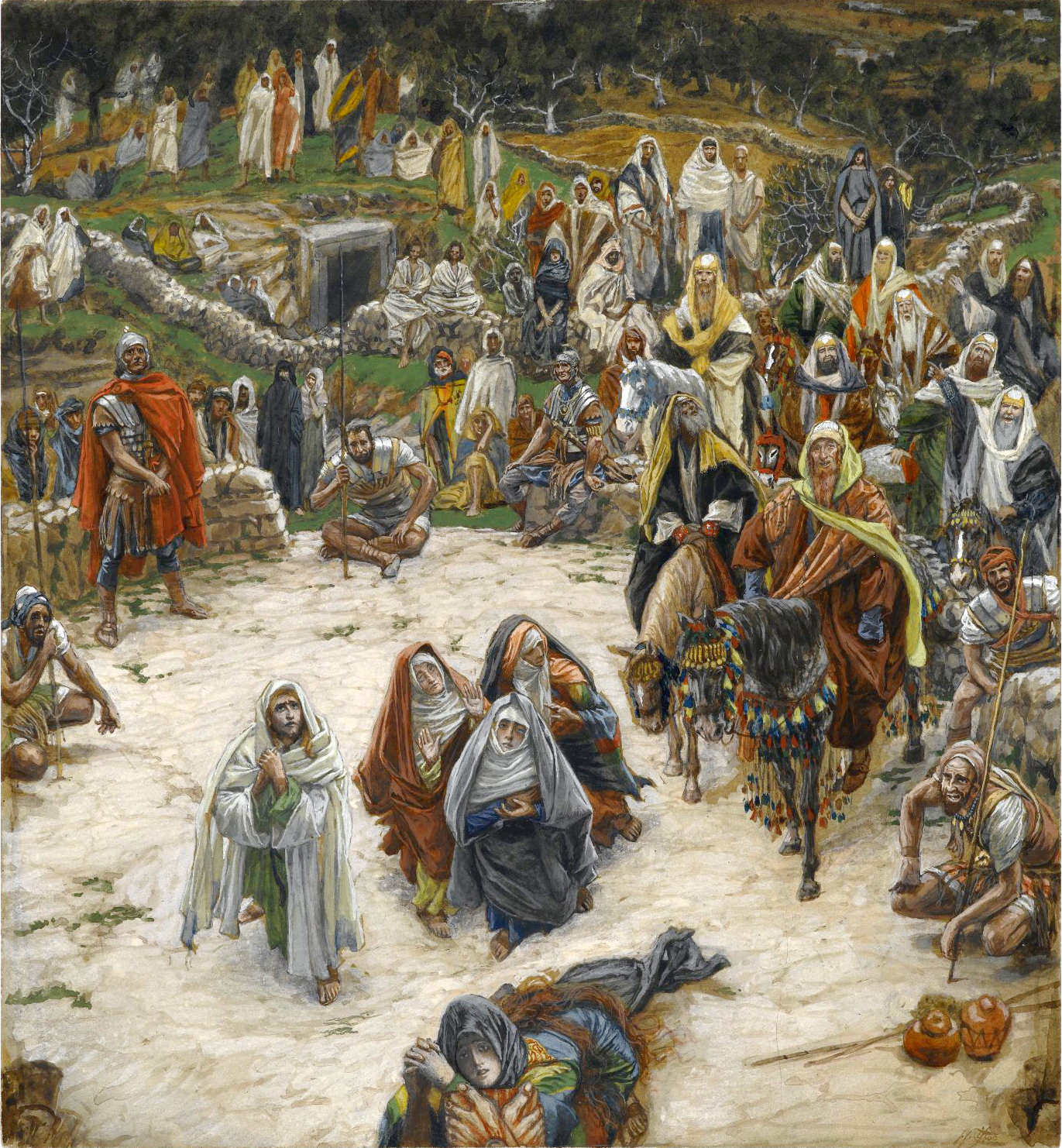
从十字架上耶稣视角看到的场景，詹姆斯·迪索，c. 1890

传统上这句话被称为“胜利之言”，神学阐释为宣告了耶稣在世间生命的终结，并为其复活作下铺垫。
“成了”的福音书希腊文原文为 tetelestai ，亦可译为“结束了”，在商业文件或收据中，该词可用于表示“债务已还清”。
虽然只在《约翰福音》有完整描述这一遗言，但在《马可福音》15:37和《马太福音》27:50中也有对这句话的暗示：耶稣又大声喊叫，气就断了。

### 父啊，我将我的灵魂交在你手里！
耶稣大声喊着说：“父啊，我将我的灵魂交在你手里！”说了这话，气就断了。——《路加福音》23:46
这句遗言来自《诗篇》31:5，传统上被称为“重聚之言”，神学阐释为耶稣返回天国，回到圣父身边。
后世许多著名人物都以这句出自《路加福音》23:46，或出自《诗篇》31:5的言语作为遗言，尤其是那些自认虔诚的基督教圣徒和殉道者。其中包括：腓力使徒（死于公元80年）、该撒利亚的巴西流（公元379年）、查理曼（814年）、圣安斯加尔（856年）、托马斯·贝克特（1170年）、扬·胡斯（1415年）、克里斯托弗·哥伦布（1506年）、卢多维卡·阿尔贝托尼（1533年）、马丁·路德（1546年）、乔治·威沙特（1546年）、简·格雷（1554年）和其父亲亨利·格雷（1555年）、维拉诺瓦的托马斯（1555年）、苏格兰玛丽一世（1587年）、类思·公撒格（1591年）、托尔夸托·塔索（1595年）、莫格罗韦霍的图里比乌斯（1606年）、约翰·布鲁恩（1625年）、乔治·赫伯特（1633年），以及苏格兰誓约派的休·麦凯尔（1666年）、詹姆斯·伦威克（1688年）、克里斯蒂安·弗里德里希·施瓦茨（1798年）。

### 引用
1. ↑  John Edmunds, The seven sayings of Christ on the cross, Published by G. J. Palmer, London, 1855
2. ↑  Geoffrey W. Bromiley, International Standard Bible Encyclopedia, Eerdmans Press 1995, ISBN 9780802837844 page 426
3. ↑  Joseph F. Kelly, An Introduction to the New Testament for Catholics Liturgical Press, 2006 ISBN 9780814652169 page 153
4. 1 2 3 4 5 6 7 8 9  Bromiley, Geoffrey W. . Eerdmans Press. 1988: 426. ISBN 0-8028-3784-0.
5. ↑  Kelly, Joseph F. . Liturgical Press. 2006: 153. ISBN 978-0-8146-5216-9.
6. 1 2 3  Holden, Leslie. . Continuum International Publishing Group. 2006: 627. ISBN 0-8264-8011-X.
7. ↑  Ehrman, Bart D. . HarperCollins. 2009: 69–70. ISBN 978-0-06-117393-6.
8. ↑  McCrocklin, W. . Xulon Press. 2006: 134. ISBN 1-59781-863-1.
9. ↑  Houlden, Leslie. . ABC-CLIO. 2003: 645. ISBN 1-57607-856-6.
10. ↑  Young, Richard. . Rowman & Littlefield. 2005: 190–191  [2023-06-01]. ISBN 978-0742543843. （原始内容存档于2023-04-09）. 在1964年联合教会会议通过的《敬拜礼仪书》中，规定了两种不同的耶稣受难日礼拜形式：一种是下午三小时的礼拜仪式，另一种是晚上的礼拜仪式，包括"向十字架敬拜"（包含福音书阅读、悲痛祷告和敬拜十字架），但刻意排除了圣餐仪式，这在某种程度上相当于联合教会版的无圣餐弥撒仪式，这在一定程度上等同于卫理公会版本的圣餐先圣化弥撒（英语：Mass of the Presanctified）。
11. ↑  . . The Encyclopedia Americana Corporation. 1919: 51  [2023-06-01]. （原始内容存档于2023-06-21） –HathiTrust Digital Library. “三小时默想”最初源自罗马天主教，通常在在十二点至三点进行，内容为默想耶稣在十字架上的七句遗言。该仪式为圣周五的活动之一，在圣公会中受到普遍认可。
12. ↑  . Bible Gateway.   [2023-06-01]. （原始内容存档于2023-06-01） （英语）.
13. ↑  . Bible Gateway.   [2023-06-01]. （原始内容存档于2023-06-01） （英语）.
14. ↑  . Bible Gateway.   [2023-06-01]. （原始内容存档于2023-06-01） （英语）.
15. ↑  . Bible Gateway.   [2023-06-01]. （原始内容存档于2023-06-05） （英语）.
16. ↑  . Bible Gateway.   [2023-06-01]. （原始内容存档于2023-06-05） （英语）.
17. 1 2  . Bible Gateway.   [2023-06-01]. （原始内容存档于2023-06-01）. 我的神！我的神！为什么离弃我？为什么远离不救我，不听我唉哼的言语？
18. ↑  . Bible Gateway.   [2023-06-01]. （原始内容存档于2023-06-01） （英语）.
19. ↑  . Bible Gateway.   [2023-06-01]. （原始内容存档于2023-06-01）. 我的精力枯干，如同瓦片，我的舌头贴在我牙床上。你将我安置在死地的尘土中。
20. ↑  . Bible Gateway.   [2023-06-01]. （原始内容存档于2023-06-01）. 他们拿苦胆给我当食物，我渴了，他们拿醋给我喝。
21. ↑  . Bible Gateway.   [2023-06-01]. （原始内容存档于2023-06-01）. 神啊，我的心切慕你，如鹿切慕溪水。
22. ↑  . Bible Gateway.   [2023-06-01]. （原始内容存档于2023-06-01） （英语）.
23. ↑  . Bible Gateway.   [2023-06-01]. （原始内容存档于2023-06-05）. 他们必来把他的公义传给将要生的民，言明这事是他所行的。
24. ↑  . Bible Gateway.   [2023-06-01]. （原始内容存档于2023-06-01） （英语）.
25. 1 2  . Bible Gateway.   [2023-06-01]. （原始内容存档于2023-06-01）. 我将我的灵魂交在你手里，耶和华诚实的神啊，你救赎了我！
26. ↑  Radcliffe, Timothy. . Burns & Oates. 2005: 11. ISBN 0-86012-397-9.
27. 1 2  Dunn, James G. D. . Eerdmans. 2003: 779–81. ISBN 0802839312.
28. ↑  Houlden, Leslie. . ABC-CLIO. 2003: 645. ISBN 1-57607-856-6.
29. ↑  Michael R. Licona, Why Are There Differences in the Gospels? What We Can Learn from Ancient Biography (Oxford University Press, 2017), pp. 165–166.
30. ↑  Robbins, Vernon K. . Thompson, Richard P.  (编). . 1998: 200–01. ISBN 0-86554-563-4.
31. ↑  McWilliams, Warren. . Mills, W. E.; Bullard, R. A.  (编). . Mercer University Press. 1998: 648. ISBN 0-86554-373-9.
32. ↑  Kurz, William S. . John Knox Press. 1993: 201. ISBN 0-664-25441-1.
33. ↑  O'Toole, Robert F. . Pontifical Biblical Institute. 2004: 215. ISBN 88-7653-625-6.
34. ↑  Cox, Steven L.; Easley, Kendell H. . Holman Bible Publishers. 2007: 234. ISBN 978-0-8054-9444-0.
35. ↑  Ehrman, Bart. . The Bart Ehrman Blog. March 24, 2019  [2023-06-02]. （原始内容存档于2023-04-10）.
36. 1 2 3 4  Christman, A. R. . Buckley, J.; Bauerschmidt, F. C.; Pomplun, T.  (编). . Blackwell Publishing. 2010: 48. ISBN 978-1-4443-3732-7.
37. ↑  . Bible Gateway.   [2023-06-02]. （原始内容存档于2023-06-06） （英语）.
38. ↑  Brownrigg, Ronald. . Taylor & Francis. 2005: 201  [2023-06-02]. ISBN 9781134509508. （原始内容存档于2023-04-10）.
39. ↑  Brown, Raymond E. . The Anchor Bible. Doubleday & Company. 1966: 99. ISBN 0385015178.
40. ↑  . Bible Gateway.   [2023-06-02]. （原始内容存档于2023-06-02） （英语）. 我又要叫你和女人彼此为仇，你的后裔和女人的后裔也彼此为仇，女人的后裔要伤你的头，你要伤他的脚跟。”
41. ↑  . Bible Gateway.   [2023-06-02]. （原始内容存档于2023-06-02） （英语）.
42. ↑  Brown 1966，第107–9頁
43. ↑  . Bible Gateway.   [2023-06-04]. （原始内容存档于2023-06-04） （英语）. 你眼目清洁，不看邪僻，不看奸恶。行诡诈的，你为何看着不理呢？恶人吞灭比自己公义的，你为何静默不语呢？
44. ↑  Conner, W. T. . Nashville, TN: Broadman Press. 1954: 34. OCLC 2882455.
45. ↑  . Bible Hub.   [12 September 2021]. （原始内容存档于2015-04-23）.
46. ↑  Ulmer, Rivka. . Garber, Zev  (编). . Purdue University Press. 2011: 79  [2023-06-04]. ISBN 978-1-55753-579-5. （原始内容存档于2023-04-29）.
47. ↑  Robertson, A. T. . Broadman-Holman. 1973. ISBN 0-8054-1307-3.[页码请求]
48. ↑  . Early Christian Writings.   [12 September 2021]. （原始内容存档于2008-01-09）.
49. ↑  . 離教文庫.   [2023-06-04]. （原始内容存档于2023-06-04） （美国英语）.
50. ↑  Hamilton, Adam. . Abingdon Press. 2009: 111. ISBN 978-0-687-46555-2. 再一次，我们发现《约翰福音》使用了一个小细节来指向更深层次的含义。上帝曾命令在埃及长子被杀之夜使用牛膝草，将逾越节羔羊的血洒在以色列人的住所门上（出埃及记12:22）。用纱线包裹的牛膝草被用来向麻风病人（利未记14章）和在礼仪上不洁净的人（民数记19章）洒血和水，以净化他们。当大卫在《诗篇》51忏悔祷告时，他向上帝喊道，'求你用牛膝草洁净我，我就干净'（51:7）；而《希伯来书》的作者提到，摩西给人民戒律后，'就拿朱红色绒和牛膝草，把牛犊、山羊的血和水洒在书上，又洒在众百姓身上，说： “这血就是神与你们立约的凭据。” '（《希伯来书》9:19–20）。
51. ↑  . Bible Gateway.   [2023-06-05]. （原始内容存档于2023-06-05） （英语）.
52. ↑  Nicoll, W. R. . Bible Hub.   [15 May 2020]. （原始内容存档于2023-04-10）.
53. ↑  . Bible Gateway.   [2023-06-05]. （原始内容存档于2023-06-05） （英语）.
54. ↑  Jones, Alexander (编). . Darton, Longman & Todd. 1966. John 19:28.
55. ↑  . Bible.org.   [12 September 2021]. （原始内容存档于2023-04-10）.
56. ↑  . Bible Hub.   [12 September 2021]. （原始内容存档于2023-03-26）. Jesus therefore, when he had taken the vinegar, said: It is consummated. And bowing his head, he gave up the ghost.
57. ↑  Milligan, George. . Hendrickson. 1997. ISBN 1-56563-271-0.[页码请求]
58. ↑  . Bible Gateway.   [2023-06-05]. （原始内容存档于2023-06-05） （英语）.
59. ↑  . Bible Gateway.   [2023-06-05]. （原始内容存档于2023-06-05） （英语）.
60. ↑  . The Christian Treasury (Edinburgh: Johnstone, Hunter). 1879, 35: 117  [2023-06-05]. （原始内容存档于2023-04-28） （英语）.
61. 1 2 3 4 5  Thompson, Augustus Charles. . Gould and Lincoln. 1869: 282–284  [2023-06-05]. （原始内容存档于2023-04-10） （英语）.
62. 1 2 3 4 5 6 7 8 9 10  Lockyer, Herbert. . . Kregel Publications. 1993: 118–124  [2023-06-05]. ISBN 978-0-8254-9742-1. （原始内容存档于2023-04-08） （英语）.
63. ↑  Lockyer 1975 p. 48
64. ↑  Butler 1866, June 14 （页面存档备份，存于）
65. ↑  Lockyer 1975 p. 83
66. ↑  Lockyer 1975 p. 52
67. ↑  Morris, John. . London: Longman, Brown, Green, & Longmans. 1859: 331  [2023-06-05]. （原始内容存档于2023-04-28） （英语）.
68. ↑  Lockyer 1975 p. 147
69. ↑  Wratislaw, Albert Henry. . Society for Promoting Christian Knowledge. 1882  [2023-06-05]. ISBN 978-0-7905-6158-5. （原始内容存档于2023-04-09） （英语）.
70. ↑  Abbott, John Stevens Cabot. . Dodd & Mead. 1875  [2023-06-05]. ISBN 978-0-7222-8370-7. （原始内容存档于2023-04-10） （英语）.
71. ↑  Perlove, Shelley Karen. . Pennsylvania State University Press. 1990: 39. ISBN 978-0-271-00684-0 （英语）.
72. ↑  Lockyer 1975 p. 73
73. ↑  Lockyer 1975 p. 175
74. ↑  Lockyer 1975 p. 85
75. ↑  Butler 1866, September 18 （页面存档备份，存于）
76. ↑  Carruthers, James. . Edinburgh. 1831: 453  [2023-06-05]. （原始内容存档于2023-04-10） （英语）.
77. ↑  Butler 1866, June 21 （页面存档备份，存于）
78. ↑  Butler 1866, March 23 （页面存档备份，存于）
79. ↑  Lockyer 1975 p. 166
80. ↑  Lockyer 1975 p. 107
81. ↑  Germann, Wilhelm. . Erlangen: Andreas Deichert. 1870: 381  [2023-06-05]. （原始内容存档于2023-04-09） （德语）. In deine Hände befehle ich meinen Geist, du hast mich erlöset, du getreuer Gott!

## 延伸阅读
- 基督最后的7句话（页面存档备份，存于） Bethany Christian Church, Easter 1974, Pastor: Ben H. Swett.
- Anderson-Berry, David. . Glasgow: Pickering & Inglis Publishers. 1871.
- Knecht, Friedrich Justus. . . B. Herder. 1910.
- Long, Simon Peter. . Baker Books. 1966.
- Pink, Arthur. . Baker Books. 2005. ISBN 0-8010-6573-9.
- Rutledge, Fleming. . Eerdmans Publishing Company. 2004. ISBN 0-8028-2786-1.